# Teresa Caldeira
Teresa Pires do Rio Caldeira ou Teresa P. R. Caldeira (São Paulo, 1954) é uma antropóloga brasileira, radicada nos Estados Unidos onde trabalha como professora na Universidade da Califórnia.

## Vida
Possui graduação em Ciências Sociais pela Universidade de São Paulo (1976). Realizou dois Mestrados: um, em Ciência Política, na Universidade de São Paulo (1982), sob orientação da  antropóloga Ruth Cardoso, e outro na Universidade da Califórnia (1987), sob orientação do antropólogo Paul Rabinow, com quem continuou trabalhando no Doutorado, concluído em 1992.
Foi pesquisadora no Centro Brasileiro de Análise e Planejamento (Cebrap) durante quinze anos e professora do Departamento de Antropologia da Universidade Estadual de Campinas entre 1988 e 1996. Desde 2007 é professora da Universidade da Califórnia, estando atualmente ligada ao Departamento de Planejamento Urbano e Regional, em Berkeley. Em 2012, foi bolsista do John Simon Guggenheim Memorial Foundation.

## Realizações
Caldeira tem desenvolvendo pesquisas sobre violência urbana, cidadania e segregação espacial principalmente em cidades do Sul Global, observando as relações entre forma urbana e transformação política, particularmente no contexto da democratização. Suas pesquisas oferecem contribuições sobretudo para os estudos da área da Antropologia Urbana.

Em seu primeiro livro, A política dos Outros, Caldeira buscou analisar as relações entre a organização do espaço urbano, o comportamento coletivo de  grupos sociais e as dinâmicas da vida cotidiana destes grupos da periferia paulistana. A este respeito, comentava na abertura de seu livro:
Entre  explicações globais para um tipo de  espaço, entendido sempre pelas suas carências, e interpretações para a atuação de seus moradores, invariavelmente analisada pelo  aspecto político, restava para mim espaço para grandes dúvidas: o que acontece todos os dias nesses locais tão inóspitos e miseráveis? Como o espaço é usado pelos  moradores? Qual é, enfim, a vida que transcorre nesses bairros de periferia? E não era só isso: quem são essas pessoas que passaram a ser qualificadas pelo espaço que  ocuparam na cidade ou pelo tipo de comportamento político? Sabia que eram trabalhadores pobres, explorados e, em geral, engajados nas mais variadas ocupações. No entanto, como seria a sua vida cotidiana? Quais os seus gostos, seus valores? O que pensam da sociedade em que vivem, do governo que os dirige e também do vizinho do lado, do namorado da filha? O que fazem no dia a dia absorvente do bairro, por vezes tão longínquo das associações, movimentos e reivindicações? O que é tudo aquilo que existe entre a  consciência de sua situação desprivilegiada e a atuação em movimentos sociais?.
Seu segundo livro, Cidade dos Muros: Crime, Segregação e Cidadania em São Paulo, resultado da pesquisa de doutorado, ganhou o Senior Book Prize da American Ethnological Society em 2001. Com foco em São Paulo e usando dados comparativos de Los Angeles, em Cidade dos Muros Caldeira analisou a maneira pela qual o crime, o medo da violência e o desrespeito aos direitos de cidadania se entrelaçam com transformações urbanas para produzir um novo padrão de segregação urbana em um contexto de consolidação democrática, os chamados “enclaves fortificados”:
propriedade privada para uso coletivo e enfatizam o valor do que é privado e restrito ao mesmo tempo que desvalorizam o que é público e aberto na cidade. São fisicamente demarcados e isolados por muros, grades, espaços vazios e detalhes arquitetônicos. São voltados para o interior e não em direção à rua, cuja vida pública rejeitam explicitamente. São controlados por guardas armados e sistemas de segurança, que impõem regras de inclusão e exclusão".
A antropóloga recentemente tem efetuado pesquisa etnográfica para mapear essas práticas, incluindo grafite, pixação, rap, skate, parkour e motociclismo, de modo a observar o caráter dos espaços públicos e interações que eles criam. Em 2014 escreveu sobre o fenômeno dos rolezinhos.
Em 2018 participou no CEBRAP do Seminário "Movimentos sociais, Estado e democracia nos trabalhos de Ruth Cardoso".

## Escritos em português
- Ruth Cardoso - Obra Reunida. São Paulo: Mameluco, 2011. ISBN  978-8560432073
- Cidade de Muros - Crime, Segregação e Cidadania Em São Paulo. 1a. ed. São Paulo: Editora 34, 2000. ISBN 9788573261882
- A política dos Outros - o Cotidiano dos Moradores da Periferia e o Que Pensam do Poder e dos Poderosos. São Paulo: Brasiliense, 1984.